# Игуманија Георгија (Остојић)
Георгија Остојић (Сарајево, 21. јануар 1972) истакнута је монахиња Српске православне цркве и игуманија је Манастира Горњи Брчели.

## Биографија
Игуманија Георгија (Остојић) рођена је 21. јануара 1972. године у Сарајеву, где је завршила основно образовање.
Завршила је Природно математичке факултет за рачунарство и информатику у Подгорици. Замонашена у Манастир Бањи код Рисна на 7. јула 2005. године од стране митрополита црногорско-приморског др Амфилохија Радовића добивши монашко име Георгија.
Постављена је за игуманију Манастира Горњи Брчели 10. марта 2015. године.